# Castello di Plön

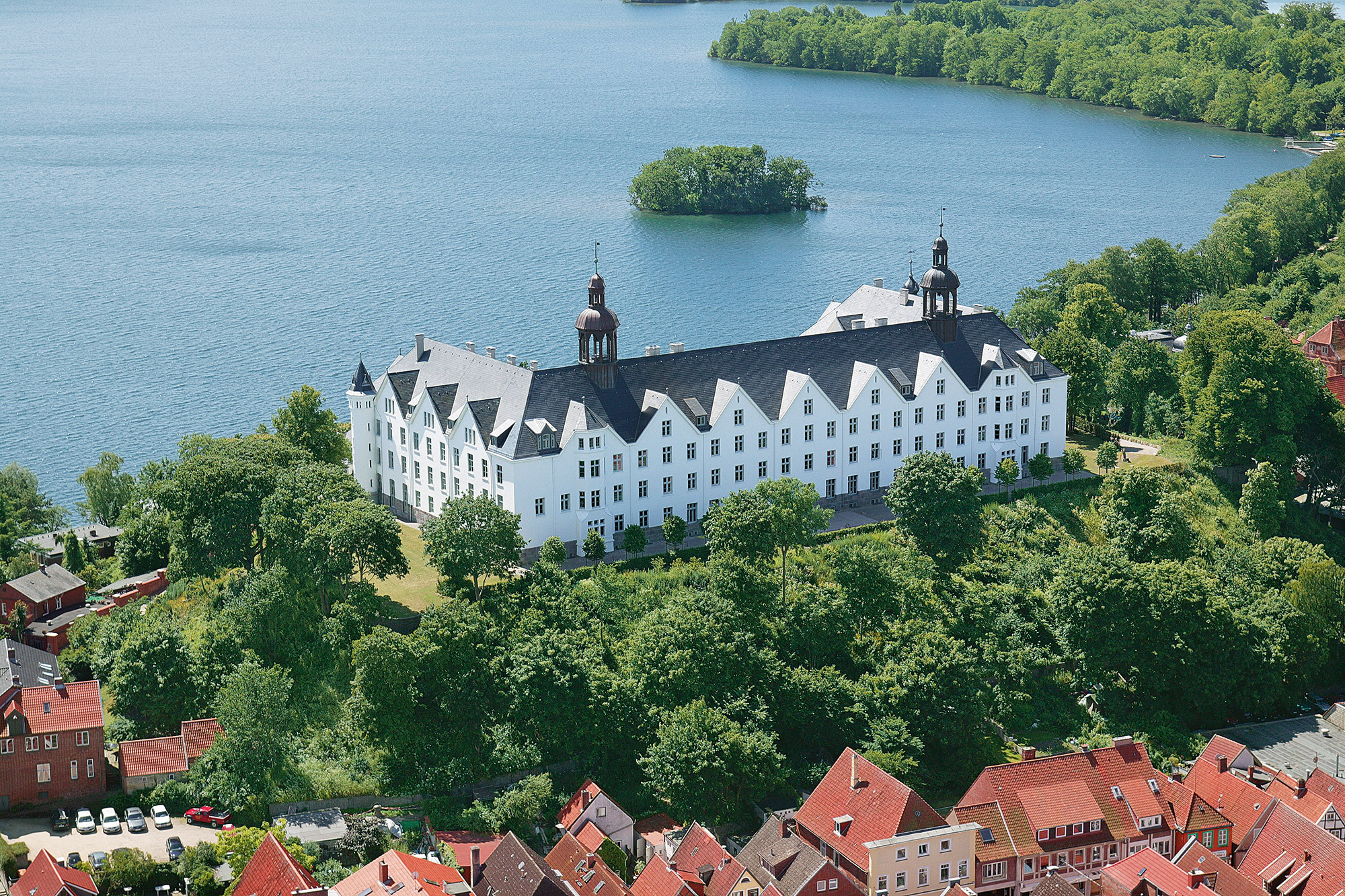
Veduta aerea del castello di Plön

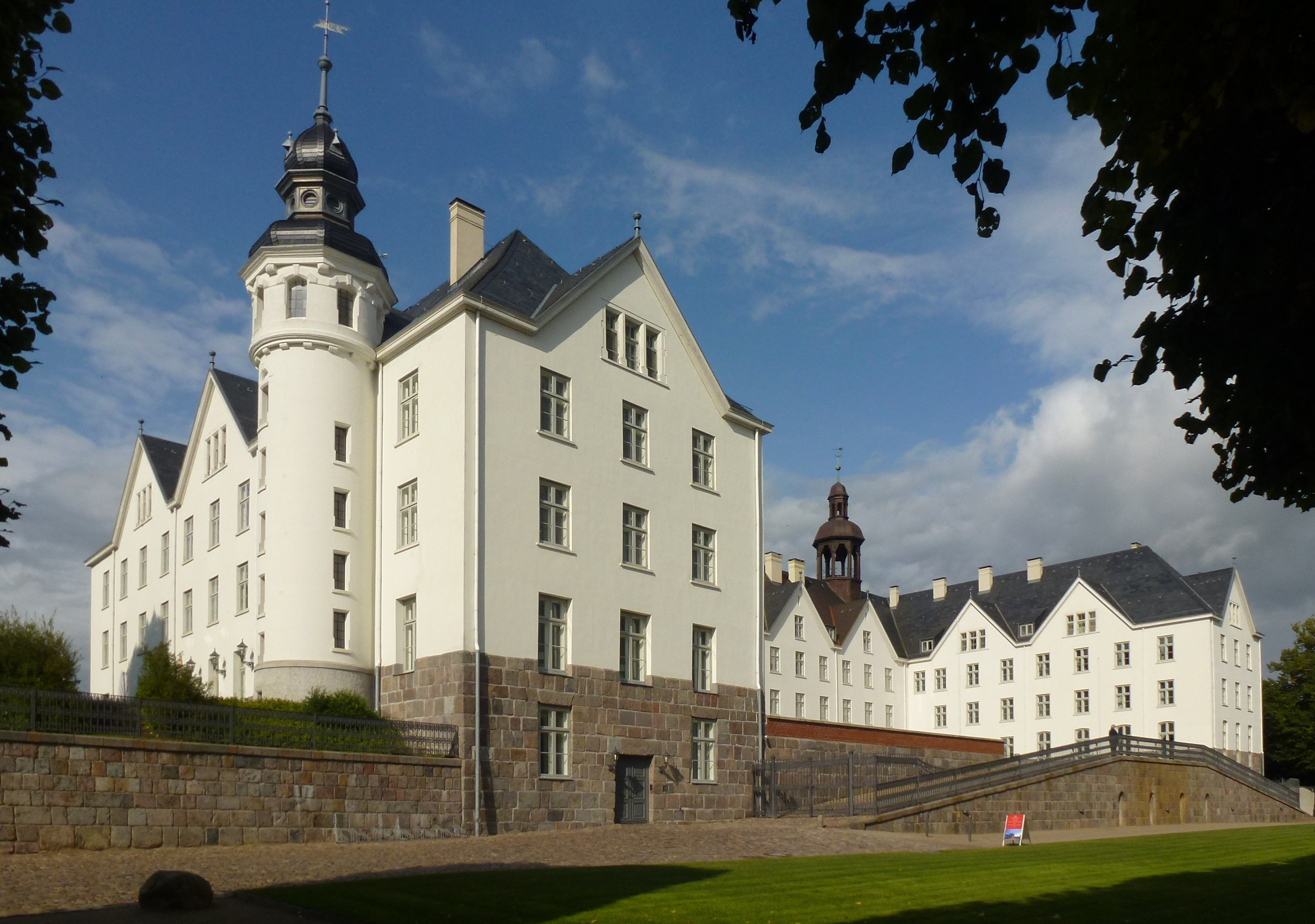
Facciata del castello

Il castello di Plön (in tedesco: Schloss Plön o Plöner Schloss) è uno storico edificio in stile barocco e tardo rinascimentale della città tedesca di Plön, nel Land Schleswig-Holstein (Germania nord-occidentale), fatto costruire tra il 1633 e il 1636 dai duchi di Schleswig-Holstein-Sonderburg-Plön sulle rovine di una fortezza preesistente del XII secolo. È uno dei principali e maggiori edifici rinascimentali del Paese ed è stato adibito a residenza, istituto scolastico e caserma.

## Storia

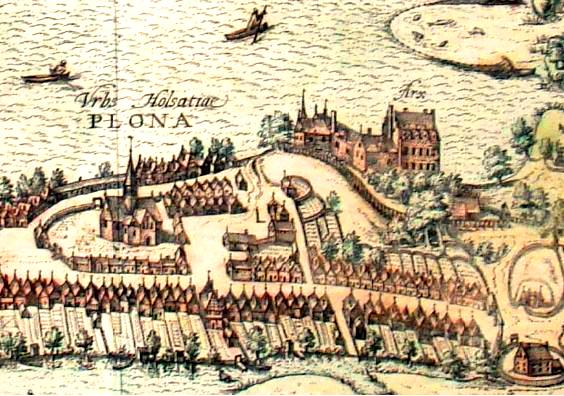
L'originaria fortezza di Plön nel 1595

Nell'isolotto dove si trova il castello attuale, si ergeva in origine una fortezza eretta dagli Slavi nel X secolo e distrutta nel 1158 da Adolfo II e in seguito ricostruita. Questa nuova fortezza fu tra la fine del XII secolo e la fine del XIII secolo la residenza dei conti di Schauenburg e Holstein. In seguito, questa fortezza perse d'importanza.
Nel 1633, nel corso della guerra dei trent'anni, Gioacchino Ernesto, primo duca di Schleswig-Holstein-Plön fecero costruire l'attuale edificio rinascimentale, la cui costruzione terminò nel 1636.
Il castello di Plön divenne in seguito, fino al 1761, anno della morte del duca Federico Carlo di Schleswig-Holstein residenza estiva di re, principi e duchi.
In seguito, fu adibito a varie funzioni, tra cui quella di un istituto d'accoglienza per le vedove e quella di istituto scolastico.
A partire poi dal 1840, divenne la residenza estiva del re danese Cristiano VIII.
Nel 1864 o 1868, il castello divenne di proprietà dei Prussiani e i suoi interni furono rimodellati per essere adibiti a caserma, funzione a cui l'edificio assolse fino al 1910. Tra i cadetti che risiedettero nel castello, vi furono anche due dei sei figli dell'imperatore Guglielmo III; tutti i sei figli dell'imperatore furono inoltre studenti dell'annesso istituto scolastico.
Con l'avvento del nazionalsocialismo, il castello divenne a partire dal 1933 una delle sedi della Napola, l'istituto scolastico militare del regime. Adibì a tale funzione fino alla caduta del regime, avvenuta nel 1945.
Nel dopoguerra, il castello divenne un collegio scolastico, funzione alla quale adibì per i successivi 55 anni.
Nel 2001-2002 il castello di Plön venne ceduto dal Land Schleswig-Holstein per 3,2 milioni di euro alla società Fielmann, che intraprese un'opera di ristrutturazione costata 28-32 milioni di euro.  Con la riapertura, l'edificio iniziò ad ospitare l'Accademia Fielmann, un centro di formazione per ottici.

## Architettura
Il castello si erge su una sponda del Gran lago di Plön (Großer Plöner See).
L'edificio si caratterizza per una serie di facciate a timpano di color bianco.
Gli interni dell'edificio non sono aperti al pubblico.
Il castello di Plön presenta diverse particolarità: È uno dei pochi edifici significativi di grandi dimensioni risalenti all'epoca della Guerra dei Trent'anni, è l'unico castello in altezza conservato nello Schleswig-Holstein ed è considerato il primo palazzo residenziale in Germania ad avere un rapporto consapevole con il paesaggio circostante.
La posizione sulla collina del castello è stata scelta per motivi puramente rappresentativi e non fortificatori. La terrazza del cortile con vista sul paesaggio del lago di Plön è una componente dominante e il punto focale dell'insieme degli edifici, mentre le facciate sobrie sono state progettate principalmente per creare un effetto di distanza. Il castello può essere visto da lontano, sia dalla campagna che dal lago di Plön. È stato progettato esclusivamente come palazzo residenziale e non presenta fortificazioni come mura, bastioni o baluardi. L'edificio fu costruito in soli tre anni, dal 1633 al 1636. I progetti furono probabilmente realizzati direttamente dal duca Gioacchino Ernesto, che basò le semplici facciate sui modelli asburgici del Palazzo di Linz e dell'Escorial.
L'imponente edificio risale a un periodo di transizione stilistica: in un'epoca in cui l'arte rinascimentale era ancora viva nel Paese, nel nuovo palazzo confluivano già tratti significativi dell'incipiente barocco. Si tratta di un complesso a tre ali intorno a un cortile d'onore con una pianta a ferro di cavallo che si apre a sud verso il Grande Lago di Plön. L'edificio più grande è l'ala nord, situata al centro, a cui si affiancano le ali laterali più corte a est e a ovest. Il castello a tre piani presenta poche decorazioni architettoniche, le facciate sono strutturate in modo chiaro e l'ornamento più evidente è un anello di timpani che corre intorno ai lati esterni e alle facciate del cortile. Il tetto dell'edificio principale è ornato da due torrette di colmo a forma di lanterna, mentre la torre dell'orologio sopra il frontone centrale del cortile è stata demolita nel 1789. All'epoca della scuola per cadetti, sul muro esterno dell'ala est e dell'ala ovest si trova una torre delle scale, ciascuna in forme neorinascimentali del XIX secolo. Il castello poggia su una base di pietre di campo ed è costruito con i mattoni preferiti nello Schleswig-Holstein dell'epoca. Le facciate esterne erano originariamente ricoperte da un fango di mattoni rosso-bruno; i muri in mattoni non erano quindi a vista, come si riteneva in precedenza. Il tetto era coperto da tegole rosse. L'intonaco bianco e i tetti in ardesia grigia, visibili oggi, sono stati realizzati a metà del XIX secolo.

Veduta panoramica del castello di Plön